# 米歇尔·蒂姆斯
米歇尔·蒂姆斯（英語：Michele Timms，1965年6月28日—），澳大利亚女子篮球运动员。她曾代表澳大利亚国家队参加1988年、1996年和2000年夏季奥林匹克运动会篮球比赛，获得一枚银牌和一枚铜牌。